# جيني بنسون
جيني بنسون (بالإنجليزية: Jenny Benson)‏ (25 يناير 1978 في الولايات المتحدة - ) هي لاعبة كرة قدم أمريكية في مركز الوسط. شاركت مع منتخب الولايات المتحدة لكرة القدم للسيدات. أما مع النوادي، فقد لعبت مع فيلادلفيا تشارج ‏ وFC Energy Voronezh ‏ وNew Jersey Wildcats ‏.

## وصلات خارجية
- جيني بنسون على موقع قاعدة بيانات كرة القدم.إي يو (الإنجليزية)